# フィタン酸
フィタン酸 (英: Phytanic acid) は分岐脂肪酸のひとつで、反芻動物の脂肪部位や一部魚類などの食品をとおして食事から摂取可能である。 
西洋食では１日あたり50-100 mg のフィタン酸が含まれると推定されており、
オックスフォード大学の研究によれば、肉を食べる人は血中フィタン酸濃度が幾何平均にして6.7倍ほどベジタリアンよりも高いとされる。

## 生化学
フィタン酸とその代謝物(フィテン酸、プリスタン酸)は転写因子であるPPAR-αおよびen:retinoid X receptor (RXR).と結びついて活性化すると報告されている。

## 存在
バター、エダムチーズ、エメンタールチーズ、硬質脂肪チーズ、牛乳、アイスクリームなどに多く含まれる。 グラスフェッド(牧草飼育)の牛では脂肪などに多く含まれている。